# あぴゅるむ
あぴゅるむ（Apyurum）は、日本の東北地方に拠点を置く、主にYouTubeやSHOWROOM (ストリーミングサービス)等、ネットを中心に活動する3人組女性アイドルグループである。

## 概要
コロナ禍さらにオンラインならではの環境を活かし「お家で楽しめる推しユニット」をコンセプトに2021年に結成した女性アイドルグループである。
なお、このコンセプトを提示した渡邉歩咲は、「夢に向かって前進する配信者を表彰する「SHOWROOM AWARD2020」」にて、年間表彰・最優秀賞を受賞している。

## 解散時のメンバー
| 氏名                          | 呼び名     | 生年月日       | 出身地 | 身長    | 血液型 | イメージカラー | 備考                                       |
| ----------------------------- | ---------- | -------------- | ------ | ------- | ------ | -------------- | ------------------------------------------ |
| 渡邉 歩咲 （わたなべ あゆさ） | あゆさ     | 2001年3月9日   | 山形県 | 164cm   | AB型   | ブルーハワイ   | 元：NGT48 2期生                            |
| 中村 梨咲 （なかむら りさ）   | りんりん   | 1997年11月19日 | 東京都 | 161.3cm | AB型   | 黄色           | リーダー 元：そくせきプペル 元：独身プペル |
| 小日向 はる （こひなた はる） | はるにゃん | 1993年6月11日  | 北海道 | 154.5cm | O型    | 米粒ホワイト   | 元：病ンドル 2期生                         |

## 元メンバー
| 氏名                          | 呼び名          | 生年月日      | 出身地 | 身長  | 血液型 | イメージカラー   | 備考                   |
| ----------------------------- | --------------- | ------------- | ------ | ----- | ------ | ---------------- | ---------------------- |
| 高橋 七実 （たかはし ななみ） | ななみぃ        | 2001年7月7日  | 宮城県 | 161cm | AB型   |                  | 元:NGT48 ドラフト3期生 |
| 荒川 瑠南 （あらかわ るな）   | るにゃ          | 2002年7月2日  | 福岡県 | 155cm | O型    |                  |                        |
| 前原 未夢 （まえはら みゆ）   | みゅみゅ        | 9月6日        | 沖縄県 | 156cm | O型    | ピンク           |                        |
| 阿部 みなみ （あべ みなみ）   | ミミ            | 8月3日        | 山形県 | 166cm | A型    | 赤               | 元:Ai-girls 3期生      |
| 高島 ひな （たかしま ひな）   | ひにょ たかひな | 2001年6月16日 | 東京都 | 157cm | ?型    | パンプキンシード | 元:Miss女子会 候補生   |

## 来歴
2021年
- 3月20日：結成。
- 3月27日：お披露目ライブ開催[1]。お披露目ライブでは「関係性」「Doltube」「一つだけ確かなこと」の3曲を披露した。
- 5月16日：高橋七実、荒川瑠南、脱退[6]。
- 6月4日：グループ名決定[7]。
- 7月31日：前原未夢、卒業[8]
- 8月28日：第1回あぴゅるむフェスティバル、開催。
- 11月10日：阿部 みなみ、卒業[9]。
- 12月31日：SHOWROOM初となる年越しリアルライブ、SHOWROOM LIVE³に参加。これが、観客を入れた初ライブとなる。

2022年
- 1月2日：SHOWROOM内の番組、SHOWROOM お正月特番 2022に出演。翌3日も同番組に出演した。
- 3月19日：結成1周年を前に移動式ライブハウス『LIVE BUS - ライブバス』にてライブを開催した。渋谷区内を走行した。
- 4月16日：配信限定1stシングル「あぴゅるむ」を配信開始した。
- 5月7日：大阪にて初のオフ会『あぴゅるむ住民会』を開催した。
- 5月29日：Zepp DiverCity(TOKYO)にて〜ROAD TO @JAM EXPO 2022 LIVE FINAL〜＜Day2〜SUPER LIVE〜＞にオープニングアクトとして出演した。
- 6月4日：五反田にてスカパー『GROW EGG!!』と市川うららFM『RADIO CROSSING』の公開収録に出演した。
- 7月17日：五反田にてスカパー『GROW EGG!!』の公開収録に出演した。
- 7月18日：高島 ひな、卒業[10]。
- 7月31日：あぴゅるむハウスから退去した。
- 8月5日：TOKYO IDOL FESTIVAL 2022 (HOT STAGE)に参加した。
- 8月29日：配信内にて解散を発表した。
- 9月3日：五反田にて初のワンマンライブ（シークレットゲスト、高島 ひな）ならびに目黒にてＭＶ『関係性』鑑賞会司会、高島 ひな）を開催、および同会場内にて、4人の卒業式を開催、解散した。

## ディスコグラフィ

### 配信限定シングル
| #   | 発売日        | タイトル   | 収録曲 |
| --- | ------------- | ---------- | --- |
| 1st | 2022年4月16日 | あぴゅるむ | 1. Doltube 作詞：Minfa 作曲：YamaneYoshiyuki 2. 関係性 作詞：作曲：riri、Watanebe 3. 一つだけ確かなこと 作詞：marimo 作曲：YUKARI |